# Prometeo deportado
Prometeo deportado es una película ecuatoriana escrita y dirigida por el guayaquileño Fernando Mieles. El filme relata el drama de un grupo de ecuatorianos retenidos en una sala de espera de un aeropuerto de un país (nunca mencionado) de la Unión Europea esperando a ser deportados.

## Argumento
Se escucha el arribo de un avión. Los altoparlantes anuncian en diversos idiomas la llegada del último vuelo. Las maletas, los bultos, mochilas y cajas avanzan lentamente por las bandas de la sala. Frente a las ventanillas de migración los pasajeros, documento en mano, se forman en hileras. Los miembros de la Unión Europea pasan sin problemas, mientras los otros esperan.
En medio de súplicas y reclamos, un grupo de pasajeros ecuatorianos es detenido. Los guardias de migración los escoltan por largos corredores hacia un destino incierto. Van a ser deportados. Afrodita, una muchacha con lentes de contacto y pelo pintado, es la única que niega ser ecuatoriana. Cierto o no, todos ocultan algo como Wilson Prometeo, un joven con las manos encadenadas como delincuente y un baúl de magia como equipaje. Él está convencido de que es el mejor mago, escapista y prestidigitador de todo el Ecuador, argumento que se repite en cada uno de los personajes que a su modo se las ingenian para no ser deportados.
Los vuelos de regreso al Ecuador son pocos, los ecuatorianos tienen que ser encerrados dentro de una sala de espera que poco a poco se empieza a llenar de más ecuatorianos. Irremediablemente se termina reproduciendo dentro del encierro todo un país: el Ecuador.
Con el pasar del tiempo y la llegada de más ecuatorianos, las condiciones de vida se deterioran, hasta límites inhumanos. Los más fuertes se apoderan de los pocos bienes que los otros traen consigo. No existe salida posible. En medio del desconcierto buscan dentro de la sala atestada de gente, un lugar donde refugiarse.
Aunque el nivel socioeconómico de los viajantes es diverso, su condición de emigrantes en busca de tiempos mejores los fusiona en una esperanza única. El mago Prometeo intenta poner una cuota de distracción en el ambiente anárquico. En medio de esa espera, donde explotan las estampas más folclóricas, dolorosas y ciertas de las maneras de convivir entre ecuatorianos, se tiende una estela de desesperanza y frustración que hace pensar que, para escapar de la lacerante realidad migratoria de muchos ecuatorianos, queda tan solo un último acto de magia y otro lugar parece ser posible.

## Producción
El guionista y director Fernando Mieles tuvo la idea de la historia cuando volvió al Ecuador en 1993 después de estudiar cine y haber sido deportado. El guion fue escrito en el año 2000 y finalmente la película se rodó en el año 2008.
La película se filmó en un escenario que simulaba ser el aeropuerto de algún país de la Unión Europea, aunque nunca se llega a mencionar de cuál se trata.

## Premios
- Premio a la mejor película extranjera, Golden Rooster & Hundred Flowers Film Festival.[1]
- Premio al Mejor Guion, Festival de Cine de Jíbara.
- Premio a la Producción, Consejo Nacional de Cinematografía del Ecuador 2007.
- Premio Augusto San Miguel, Ministerio de Educación del Ecuador 2007.
- Apoyo Ibermedia a la Producción 2008
- Premio a la Posproducción, Consejo Nacional de Cinematografía del Ecuador 2009.
- Premio especial del jurado al Mejor Director, Festival de Cine Cero Latitud 2010.